# Tułkowice (Basses-Carpates)
Pour les articles homonymes, voir Tułkowice.
Tułkowice est une localité polonaise de la gmina de Wiśniowa, située dans le powiat de Strzyżów en voïvodie des Basses-Carpates.